# Коммунистическая партия Канарских островов
Коммунистическая партия Канарских островов (КПКО; исп. Partido Comunista de Canarias) — федеративная организация в составе Коммунистической партии Испании на Канарских островах.
Основана в 1933 году на острове Тенерифе в Ла-Оротава на базе левого крыла Испанской социалистической рабочей партии. В настоящее время КПКО входит в состав Левого союза Канарских островов.

## Персоналии
Некоторые известные коммунисты, входившие в состав КПКО:
- Хосе Мигель Перес Перес (Пальма 1896 — Тенерифе 1936). Основатель КПКО и первый генеральный секретарь Коммунистической партии Кубы, расстрелян франкистами.
- Гильермо Асканьо (Ла Гомера 1907 — Мадрид 1941). Руководитель батальона «Свободные Канары» на Мадридском фронте.
- Флорисел Мендоса (Пальма 1915 — Тенерифе 2003). Основатель Коммунистической молодежи на Пальме, в изгнании жил в Венесуэле.

## Участие в выборах
В муниципальных выборах 1979 года завоевала посты мэров в Тасакорте и Санта-Крус-де-ла-Пальма.